# Passu Keah
Passu Keah (kinesiska: 盘石屿, 盤石嶼, 巴蘇奇島) är en ö bland Paracelöarna i Sydkinesiska havet.  Paracelöarna har annekterats av Kina, men Taiwan och Vietnam gör också anspråk på dem.